# Marija Krucifiksa Kozulić
Marija Krucifiksa Kozulić (italijansko Maria Crocifissa Cosulich)), hrvaška redovnica, redovna ustanoviteljica in Božja služabnica, * 20. september 1852, Reka, † 29. september 1922, Reka.
Poznana je pod vzdevkom Reška mati (italijansko Madre Fiumana). Je ustanoviteljica karitativnih ustanov na Reki in ustanoviteljica redovne skupnosti sester Presvetega Srca Jezusovega.

## Postopek za priznanje svetosti
Sveti sedež je 16. februarja 2013 z dekretom, ki ga je podpisal prefekt Kongregacije za zadeve svetnikov, kardinal Angelo Amato, potrdil, da se postopek za beatifikacijo lahko uradno začne. 20. oktobra 2013 se je postopek v stolnici sv. Vida na Reki tudi začel.